# Le malin plaisir
Le malin plaisir è un film del 1975 diretto da Bernard Toublanc-Michel.

## Trama
Quando Philippe Malaiseau, scrittore e storico, muore prima di aver completato i suoi studi su Carlo il Temerario, il suo editore invia a Fontbonne il giovane scrittore Marc Lancelot, ghostwriter affascinato da Malaiseau, per terminare il libro.
A Fontbonne ci sono cinque donne: Julie, una bella segretaria che seduce Marc, la vecchia madre di Malaiseau, Marianne, vedova distante, Christine, la cugina, e Melisa, un'amica italiana. Le quattro donne sono tutte collegate a Malaiseau; la morte dell'uomo è stata un semplice incidente? Marc inizia una sorta di indagine tra le braccia di Christine, Julie e Melisa, che, una dopo l'altra, cedono al suo fascino e gli confidano dettagli che rafforzano la sua convinzione che Philippe sia stato ucciso.